# Quantificação
O termo Quantificação tem vários significados, gerais e específicos. Ele cobre, antes de mais nada, toda ação que quantifique observações e experiências, traduzindo-as para números  através de contagem e mensuração. É, portanto, a base para a matemática e para a ciência.O quantificador é uma interjeição numeral,que,por vezes pode ser composto e decomposto.
Mais especificamente, na linguagem e na lógica, a quantificação é um construção que especifica a quantidade de indivíduos de um domínio de discurso que se aplicam a (ou satisfazem) uma fórmula aberta.   Por exemplo, na aritmética, a quantificação permite a expressão  da asserção de que cada número natural tem um sucessor, e na lógica, que tudo dentro de determinado domínio de discurso existe.
O elemento da linguagem que representa a quantificação é chamado de quantificador.   A expressão resultante é uma expressão quantificada, e dizemos que quantificamos sobre o predicado ou função cuja variável livre está ligada pelo quantificador.   A quantificação é usada tanto nas linguagens naturais quanto nas formais.  Alguns exemplos de quantificadores na linguagem natural são: para todo, para algum, muitos, poucos, bastantes e nenhum.   Nas linguagens formais, a quantificação é um construtor de fórmulas que produz novas fórmulas a partir de outras. A semântica da linguagem especifica como este construtor é interpretado pela extensão da noção de validade. A quantificação é um exemplo de uma operação que liga variáveis.
Os dois tipos fundamentais de quantificação na lógica de predicados são: a quantificação universal e a quantificação existencial.  Outros casos de quantificação incluem a quantificação de unicidade.
O símbolo tradicional para o quantificador universal "para todo" é ∀, a letra A invertida, e para o quantificador existencial "existe" é ∃, a letra E rotacionada. Estes quantificadores foram generalizados através do trabalho de Mostowski e Lindström.
Veja quantificador generalizado e quantificador de Lindström para mais detalhes.

## Quantificação na linguagem natural
Todas as línguas humanas conhecidas fazem uso de quantificação, até mesmo línguas sem um sistema numérico bem definido. Por exemplo, em português:
- Todos os copos encomendados recentemente quebraram.
- Algumas das pessoas ao longo do rio têm faixas brancas no braço.
- A maioria das pessoas com quem falei não fazem ideia de quem eram os candidatos.
- Todos na sala de espera tinham pelo menos uma queixa contra o Dr. João.
- Houve alguém em sua classe que foi capaz de responder corretamente todas as questões que eu fiz.
- Poucas pessoas são inteligentes.

Não existe uma maneira mais simples de reformular qualquer uma destas sentenças como uma conjunção ou disjunção de sentenças. Estes exemplos também sugerem que a construção de expressões quantificadas na linguagem natural pode ser sintaticamente muito complicada.  Felizmente, para asserções matemáticas, o processo de quantificação é sintaticamente mais direto.
O estudo da quantificação nas linguagens naturais é muito mais difícil que o problema correspondente para linguagens formais.  Isso acontece, em parte, pelo fato de que a estrutura gramatical das sentenças da linguagem natural pode esconder a sua estrutura lógica.  Além do mais, as convenções matemáticas especificam estritamente a faixa de validade para quantificadores das linguagens formais; para a linguagem natural, por outro lado, especificar a faixa de validade pressupõe lidar com problemas semânticos não triviais.
A gramática de Montague apresenta uma nova forma semântica para linguagens naturais. Sua proposta discute uma versão muito mais formal da linguagem natural do que o tratamento tradicional de Frege, Russell e Quine.

## A necessidade dos quantificadores em asserções matemáticas
Começaremos discutindo a quantificação no discurso matemático informal. Considere a seguinte declaração:
1 · 2 = 1 + 1, e 2 · 2 = 2 + 2, e 3 · 2 = 3 + 3, ...., e n · 2 = n + n, etc.
Esta declaração tem a aparência de uma conjunção de infinitas proposições. Do ponto de vista de linguagens formais, isto é um problema, já que esperamos regras de sintaxe para gerar um número finito objetos. Ignorando esta objeção, notamos também que neste exemplo tivemos sorte, pois há um procedimento para gerar todas as conjunções. Entretanto, se quiséssemos afirmar algo sobre todos os números irracionais, não teríamos nenhum modo de enumerar todos os conjuntos, já que os irracionais não podem ser enumerados. Uma formulação resumida para evitar estes problemas usa quantificação universal:
Para qualquer número natural n, n · 2 = n + n
Uma análise similar aplicada à disjunção,
2 é primo, 3 é primo, ou 5 é primo, etc.
Que pode ser reformulada usando quantificação existencial: 
Para algum número natural n, n é primo.

## Aninhamento de Quantificadores
Considere a seguinte declaração:
Para qualquer número natural n, existe um número natural s tal que s  =  n · n.
Esta declaração é claramente verdadeira, pois afirma que todo número natural n tem um quadrado n2.
O significado da afirmação na qual o quantificador universal é trocado pelo existencial é completamente diferente:
Existe um número natural s tal que para qualquer número natural n,  s = n · n.
Agora a afirmação torna-se falsa. Ela afirma que existe um único número natural s, que é o quadrado de todos os números naturais.
Isso é de extrema importância para quando os quantificadores forem aninhados: A ordem de alternância dos quantificadores é muito importante. 
Um exemplo menos trivial é o conceito da continuidade uniforme de análise, que difere do conceito mais familiar de função contínua somente por uma troca nas posições de dois quantificadores. Para ilustrar isto, assuma que f é uma função de valores reais em R.
- A: Função contínua de f em R

{\displaystyle \underbrace {\forall x\in \mathbb {R} ,\ \forall \epsilon >0} ,\exists \delta >0,\forall h\in \mathbb {R} ,\quad |h|<\delta \implies |f(x)-f(x+h)|<\epsilon }
- A': Função contínua de f em R

{\displaystyle \forall \epsilon >0,\ \underbrace {\forall x\in \mathbb {R} ,\exists \delta >0} ,\ \forall h\in \mathbb {R} ,\quad |h|<\delta \implies |f(x)-f(x+h)|<\epsilon }
Esta difere de:
- B: Continuidade uniforme de f em R

{\displaystyle \forall \epsilon >0,\underbrace {\exists \delta >0,\forall x\in \mathbb {R} } ,\forall h\in \mathbb {R} ,\quad |h|<\delta \implies |f(x)-f(x+h)|<\epsilon }
pela inversão da ordem em que foram colocados os quantificadores, existencial e universal, em A'.
Ambigüidades são evitadas colocando os quantificadores na frente (em símbolos ou palavras):
- ∃ A: ∀ B: C – desambíguo
- Existe um A tal que ∀ B: C – desambíguo
- Existe um A tal que para todo B, C – desambíguo, contanto que a separação entre B e C esteja clara
- Existe um A tal que C para todo B – está claro que o significado é:

Existe um A tal que (C para todo B)
mas isto poderia ser interpretado como:
(existe um A tal que C) para todo B
- Existe um A tal que C ∀ B – sugere com mais intensidade que o primeiro; esta maneira pode ser reforçada pelo layout, por exemplo, colocando “C ∀ B” em uma nova linha.

## Domínio de Quantificação
Toda quantificação envolve uma variável específica e um domínio de discurso ou domínio de quantificação dessa variável. O domínio de quantificação especifica o conjunto de valores que uma variável assume. Nos exemplos acima, o domínio de quantificação é o conjunto dos números naturais. A especificação do domínio de discurso nos permite expressar a diferença entre, afirmar que um predicado vale para algum número natural ou que para algum número real. Algumas Convenções frequentemente reservam nomes de variáveis tais como “n” para números naturais e “x” para números reais.
Um modo mais natural para restringir o domínio de discurso usa quantificação vigiada. Por exemplo, a quantificação vigiada:
Para algum número natural n, n é par e n é primo:
significa:
Para algum número par n, n é primo.
Em algumas teorias matemáticas, assume-se um único domínio de discurso fixo. Por exemplo, na teoria dos conjuntos Zermelo-Fraenkel, a classe de variáveis ajusta-se a todos sobre todos os conjuntos. Neste caso, os quantificadores vigiados podem ser usados para imitar uma classe de menor quantificação. Assim como no exemplo acima para expressar:
Para qualquer número natural n,  n * 2  =  n + n.
Na teoria dos conjuntos de Zermelo-Fraenkel, isto pode dizer:
Para qualquer n, se n pertence a N, então n * 2 = n + n.
Onde N é o conjunto de todos os números naturais.

## Quantificadores
Um quantificador é um símbolo lógico que faz uma verificação sobre o conjunto de valores que tornam uma ou mais fórmulas verdadeiras. Este é um conceito bastante geral. Grande parte da matemática é formada por dois quantificadores: o quantificador universal e o quantificador existencial.
Informalmente, um quantificador é uma expressão que assinala a quantidade de vezes que um predicado é satisfeito numa classe de coisas (isto é, num domínio). Em termos formais, um quantificador liga uma variável, transformando uma frase aberta com n variáveis livres diferentes numa outra frase com n-1 variáveis livres diferentes.

### A notação para quantificadores
O símbolo tradicional para o quantificador universal é ∀, a letra "A" invertida, que se lê como "todo" . O símbolo correspondente para o quantificador existencial é ∃ , a letra "E" rotacionada, que se lê como "existe". Dessa forma, as expressões quantificadas são construídas como segue,
{\displaystyle \exists {x}\,P\quad \forall {x}\,P} 
onde {\displaystyle P} denota uma fórmula. Muitas notações diferentes são usadas, como as seguintes:
{\displaystyle \exists {x}\,P\quad (\exists {x})P\quad (\exists x\ .\ P)\quad (\exists x:P)\quad \exists {x}(P)\quad \exists _{x}\,P\quad \exists {x}{,}\,P\quad \exists {x}{\in }\mathbb {N} \,P\quad \exists \,x{:}\mathbb {N} \,P}
Todas estas variações se aplicam também à quantificação universal. Outras variantes para o quantificador universal incluem:
{\displaystyle (x)\,P\quad \bigwedge _{x}P}
No início do século XX os documentos não usavam o símbolo ∀. A notação típica era {\displaystyle (x)P} para expressar "para todo {\displaystyle x}, {\displaystyle P}", e "∃{\displaystyle xP} " para "existe {\displaystyle x} tal que P". O símbolo ∃ foi inventado por Giuseppe Peano por volta de 1890. Mais tarde, em torno de 1930, Gerhard Gentzen introduziu o símbolo ∀ para representar a quantificação universal.  O Begriffsschrift de Frege usou uma notação diferente, a qual não incluía um quantificador existencial ∃{\displaystyle xP} era sempre representado com o seu equivalente no Begriffsschrift, ¬ ∀{\displaystyle x}¬{\displaystyle P}.
O quantificador universal "para todo" toma uma variável e uma fórmula e afirma que a fórmula pode assumir qualquer valor para um dado x. Um exemplo típico seria uma sentença como a que seque abaixo:
{\displaystyle \forall x[x\leq 0]}  que declara que não importa qual seja o valor de x,   {\displaystyle x\leq 0}.
O quantificador existencial "existe" é dual; isto é, a fórmula   {\displaystyle \exists xF(x)}   é equivalente a   {\displaystyle \neg \forall x\lnot F(x)}.
Ele declara que existe algum x satisfazendo a fórmula, como em:   {\displaystyle \exists x[x>0]}   que afirma que existe algum valor de x maior que 0.
O escopo de um quantificador é a porção de uma fórmula onde ele conecta as variáveis. Algumas versões da notação mencionam explicitamente o escopo da quantificação. Note que conexões anteriores de variáveis são sobrescritas dentro do escopo de um quantificador. No exemplo acima, o escopo dos quantificadores foi a fórmula completa, mas isso nem sempre é o caso. O próximo exemplo é um uso mais complicado de quantificadores:
{\displaystyle \displaystyle \forall x\underbrace {[x=0\vee \exists y\overbrace {[x=y+1\land (y=0\lor \exists x\underbrace {[y=x+1]} _{\text{1}})]} ^{\text{Escopo do primeiro quantificador existencial}}]} _{\text{Escopo do quantificador universal}}}
1: Escopo do segundo quantificador existencial. Dentro desta área, todas as referências a x refere-se a variável ligada pelo quantificador existencial. Aqui, é impossível se referir diretamente ao x ligado a partir do quantificador universal.
Observe também que se pode usar qualquer variável como uma variável quantificada no lugar de outra, sob certas condições. Até mesmo se a notação usa variáveis tipificadas, pode-se ainda usar qualquer variável daquele tipo. O valor de captura de variável é extremamente importante. Como o exemplo mostra, pode ser embaraçoso quando um quantificador sobrescreve um outro. Por não mudar o significado da sentença, a troca de variáveis ligadas por outras equivalentes, porém, mais legíveis é uma solução para o problema:
{\displaystyle \forall x[x=0\vee \exists y[x=y+1\land (y=0\lor \exists z[y=z+1])]]}
Esta sentença tanto afirma que todo o número é maior ou igual a zero, ou que existe algum número menor que ele, e que o número menor que ele é também maior que zero ou tem um número menor que ele.
O escopo da quantificação deve sempre ser especificado, mas para uma dada teoria da matemática, isto pode ser feito de diferentes maneiras:
- Assumindo um determinado domínio a ser discutido por cada quantificação, como é feito na teoria de conjuntos de Zermelo-Fraenkel.
- Fixando, logo de partida, vários domínios de discurso e requerer que cada variável tenha um domínio declarado, que é representa o tipo da variável.   Isto é análogo à situação em linguagens de programação de computador estaticamente tipadas, nas quais as variáveis têm tipos declarados.
- Mencionando explicitamente a faixa de quantificação, usando talvez um símbolo para o conjunto de todos os objetos naquele domínio ou o tipo dos objetos naquele domínio.

Informalmente, os "∀{\displaystyle x}" ou "∃{\displaystyle x}" podem muito bem aparecer após {\displaystyle P(x)}, ou até mesmo no meio, se {\displaystyle P(x)} for uma expressão longa. Entretanto, de modo formal, a variável ligada antecede a expressão.
Note ainda que fórmulas matemáticas misturam expressões para quantificadores, com quantificadores da linguagem natural tais como:
Para algum número natural {\displaystyle x}...
Só existe um {\displaystyle x} tal que...
Para pelo menos um {\displaystyle x}...
Palavra-chave para quantificação de unicidade inclui:
Para exatamente um número natural {\displaystyle x},...
Existe um e somente um {\displaystyle x} tal que...
O nome de variáveis, tais como {\displaystyle x}, pode ser evitados se usarmos pronomes. Por exemplo,
- Para qualquer número natural, seu produto com 2 é igual a ele somado consigo mesmo;

Um quantificador é dito "sem uso" se a variável que ele liga não aparece em lugar algum do seu escopo, tal como:
{\displaystyle \forall x\exists y[0\leq x]}. 
Enquanto os quantificadores "sem uso" não mudam o significado da sentença, eles são ocasionalmente úteis para encontrar uma fórmula equivalente de uma forma específica.
Enquanto universal e existencial são os quantificadores mais comuns (em particular, eles são os quantificadores que aparecem na lógica de primeira ordem), algumas lógicas utilizam outros quantificadores. O quantificador   {\displaystyle \exists !xF(x)}, por exemplo, que significa que existe um único x satisfazendo {\displaystyle F(x)} é equivalente a    {\displaystyle \exists x[F(x)\land \forall y[F(y)\to x=y]]} .

## Semântica formal
A semântica formal é a aplicação da matemática no estudo do significado das expressões numa linguagem formal – isto é uma linguagem matematicamente especificada. Ela tem três elementos: uma especificação matemática de uma classe de objetos via sintaxe, uma especificação matemática de vários domínios semânticos e a relação entre os dois, que é usualmente expressa com uma função de objetos sintáticos para objetos semânticos. No presente verbete tratamos apenas a questão de como os elementos quantificadores são interpretados.
Nesta sessão, consideramos apenas a lógica de primeira ordem com símbolos de função. Dirigimos o leitor para o verbete sobre Teoria dos Modelos, para mais informações sobre a interpretação de fórmulas do ponto de vista lógico. A sintaxe da fórmula pode ser dada por uma árvore de sintaxe. Uma variável {\displaystyle x} é livre se não cair no escopo de uma quantificação que envolve aquela variável. Temos em:
{\displaystyle \forall x(\exists yB(x,y))\vee C(y,x)}
As ocorrências tanto de {\displaystyle x} quanto de {\displaystyle y} em {\displaystyle C(y,x)} são livres.
Uma interpretação para o cálculo de predicados de primeira ordem assume como dado um domínio de indivíduos {\displaystyle X}. Uma fórmula {\displaystyle A} cujas variáveis livres são x1,...,xn é interpretada como uma função booleana F(v1,...,vn) de {\displaystyle n} argumentos, onde cada argumento booleano que dizer que a função assume um valor V (interpretado como verdade) ou F (interpretado como falsidade). A interpretação da fórmula:
{\displaystyle \forall x_{n}A(x_{1},\ldots ,x_{n})}
é a função {\displaystyle G} de {\displaystyle n}-1 argumentos tal que G(v1,...,vn-1) = V se e somente se F(v1,...,vn-1,w) = V para todo w em X.  Se F(v1,...,vn-1,w)=F para pelo menos um valor de w, então G(v1,...vn-1)=F.  Similarmente a interpretação da fórmula: 
{\displaystyle \exists x_{n}A(x_{1},\ldots ,x_{n})} 
é a função H de n-1 argumentos tal que H(v1,...,vn-1)=V se e somente se F(v1,..,vn-1,w)=V para pelo menos um w e H(v1,...,vn-1)=F   noutros casos.
A semântica para quantificação de unicidade requer uso do cálculo de predicados de primeira ordem com igualdade. Isto significa que se pressupõe um predicado binário "=" distingüido; a semântica é também modificada, de tal modo que "=" seja sempre interpretado como uma relação de igualdade binária sobre {\displaystyle X}. A interpretação de:
{\displaystyle \exists !x_{n}A(x_{1},\ldots ,x_{n})} 
é então a função de {\displaystyle n}-1 argumentos, que representa a conjunção lógica da interpretação de:
{\displaystyle \exists x_{n}A(x_{1},\ldots ,x_{n})}
{\displaystyle \forall y,z\left\{A(x_{1},\ldots ,x_{n-1},y)\wedge A(x_{1},\ldots ,x_{n-1},z)\implies y=z\right\}}

## Alguns quantificadores de grau
Consideramos até aqui apenas a quantificação universal, a existencial e a quantificação de unicidade da forma como são aplicadas na matemática. 
Nada disso se aplica a quantificações tais como:
- Existiam muitos dançarinos na pista dança esta noite.

Embora não venhamos a considerar a semântica da linguagem natural neste artigo, tentaremos fornecer uma semântica para asserções de uma linguagem formal do tipo:
- Existem muitos inteiros {\displaystyle n}<100, tal que {\displaystyle n} é divisível por 2 ou 3 ou 5.

Um mecanismo de interpretação possível seria obtido da seguinte forma: suponha que além de um domínio semântico X, tenhamos definido uma medida de probabilidade P sobre {\displaystyle X}, e os números de corte 0 < {\displaystyle a} <= {\displaystyle b} <= 1. Se {\displaystyle A} é uma fórmula com variáveis livres x1,...,xn, cuja interpretação é a função {\displaystyle F} das variáveis v1,..,vn então a interpretação de: 
{\displaystyle \exists ^{\mathrm {muitos} }x_{n}A(x_{1},\ldots ,x_{n-1},x_{n})}
é a função de v1,...,vn-1 que é V se e somente se:
{\displaystyle \operatorname {P} \{w:F(v_{1},\ldots ,v_{n-1},w)=\mathbf {T} \}\geq b}
e F em caso contrário.  Similarmente, a interpretação de:
{\displaystyle \exists ^{\mathrm {poucos} }x_{n}A(x_{1},\ldots ,x_{n-1},x_{n})}
é a função de v1,...,vn-1 que é F se e somente se:
{\displaystyle 0<\operatorname {P} \{w:F(v_{1},\ldots ,v_{n-1},w)=\mathbf {T} \}\leq a} 
e V em caso contrário. Evitamos inteiramente a discussão de questões técnicas envolvendo a mensurabilidade das funções de interpretação.
Advertimos o leitor de que a lógica correspondente para tal semântica é bastante complicada.

## História da formalização
A lógica tradicional trata a quantificação de modo similar a [[[linguagem natural]]], e também de modo menos adequado para uma analise formal.
A primeira variável baseada no tratamento de quantificação foi apresentada no livro Begriffsschrift (1879) de Gottlob Frege. Para a quantificação universal de uma variável, Frege fazia uma ondulação em uma linha reta que aparece em suas fórmulas diagramáticas, escrevendo então a variável quantificada sobre a ondulação. Frege não tinha uma notação específica para quantificação existencial, usava em vez disso o equivalente de {\displaystyle \sim \forall x:\sim \ldots }. O tratamento da quantificação de Frege foi largamente comentado até os Princípios da Matemática (1903) de Bertrand Russell.
Charles Sanders Peirce e seu aluno O. H. Mitchell foram os grandes inventores do quantificador existencial assim como do quantificador universal, num trabalho concluído por Pierce (1885). Pierce e Mitchell escreveram  Πx e Σx , onde agora nós escrevemos ∀x e ∃x . Esta notação pode ser encontrada nos artigos de Ernst Schroder, Leopold Loewenheim, Thoralf Skolem, e lógicos Poloneses, apresentados na década de 50. Ela é a notação referenciada por Kurt Goedel (1930) na completude da lógica de primeira ordem, e em 1931 na incompletude da aritmética de Peano. Mais tarde, pôde ser visto o símbolo existencial de Pierce, caracterizando variáveis, cuja quantificação é determinada pela superficialidade. O aprofundamento de Pierce na quantificação influenciou Ernst Schroder, William Ernest Johnson, e toda a Europa através de Giuseppe Peano. A lógica de Pierce tem atraído a devida atenção nas décadas recentes por aqueles interessados no raciocínio heterogêneo e diagramas de inferência.
Peano adotou o quantificador universal como (x). Portanto, “(x)φ” indicava que a formula φ era verdadeira para toda valoração atribuída a x. Ele foi o primeiro a empregar, em 1897, a notação (∃x) para a quantificação existencial. O Princípio Matemático de Whitehead e Russell empregou a notação de Peano, assim como Quine e Alonzo Church fizeram ao longo de suas carreiras. Gentzen introduziu o símbolo ∀ (1935) por analogia ao símbolo ∃ de Peano. O símbolo ∀ não se tornou canônico até a década de 50.